# Change (In the House of Flies)
Change (In the House of Flies) è un singolo del gruppo musicale statunitense Deftones, pubblicato il 27 giugno 2000 come primo estratto dal terzo album in studio White Pony.

## Descrizione
Penultima traccia di White Pony, Change (In the House of Flies) è una ballata particolare e difficile da classificare in un genere musicale preciso, ed è stato definito come un misto di nu metal e shoegaze, o più semplicemente rock alternativo, art rock o alternative metal
È stato utilizzato nella colonna sonora del film La regina dei dannati del 2002 e in quelle di Dragon Ball Z - Il destino dei Saiyan e Little Nicky - Un diavolo a Manhattan.
Una versione acustica del brano è presente nella raccolta B-Sides & Rarities, mentre una versione remixata da Tourist è stata inserita nella riedizione del 2020 di White Pony.

## Video musicale
Il video, diretto da Liz Friedlander, mostra i membri del gruppo eseguire il brano durante una festa, attorniati da personaggi mascherati.

## Tracce
CD promozionale (Europa, Stati Uniti)
1. Change (In the House of Flies) (Album Edit) – 3:56
2. Change (In the House of Flies) (Alge Edit) – 4:50
3. Change (In the House of Flies) (Album Version) – 4:59

CD singolo (Europa)
1. Change (In the House of Flies) – 4:58
2. Crenshaw – 4:49
3. No Ordinary Love – 5:33 – originariamente interpretata dai Sade
4. Change (In the House of Flies) (Video) – 3:53

## Formazione
Gruppo
- Chino Moreno – voce, chitarra
- Abe Cunningham – batteria
- Chi Cheng – basso
- Frank Delgado – giradischi
- Stephen Carpenter – chitarra

Altri musicisti
- DJ Crook – programmazione

Produzione
- Terry Date – produzione, missaggio
- Deftones – produzione
- Scott Olson – ingegneria Pro Tools, ingegneria del suono aggiuntiva
- Robert Daniels – assistenza alla registrazione
- Ted Regier – assistenza alla registrazione aggiuntiva e al missaggio
- Jason Schweitzer – assistenza alla registrazione aggiuntiva
- Howie Weinberg – mastering
- Ulrich Wild – ingegneria del suono aggiuntiva
- Michelle Forbes – assistenza tecnica

## Classifiche
| Classifica (2000)             | Posizione massima |
| ----------------------------- | ----------------- |
| Regno Unito                   | 53                |
| Regno Unito (rock & metal)    | 3                 |
| Stati Uniti (alternative)     | 3                 |
| Stati Uniti (mainstream rock) | 9                 |

## Cover
Una cover del brano è stata eseguita dai Breaking Benjamin nel 2008, durante un concerto, in collaborazione con Shaun Morgan dei Seether e Barry Stock dei Three Days Grace. Un'ulteriore cover dal vivo, in versione acustica, è stata realizzata dai Bad Wolves durante uno spettacolo al Velvet Underground di Toronto.
Una cover registrata in studio è stata invece prodotta dal gruppo synth pop canadese Ayria e inserita nella versione speciale dell'album Hearts for Bullets del 2008. Il gruppo metalcore britannico Architects ha registrato una cover del brano per Spotify presso gli Abbey Road Studios di Londra.